# Roy Contout
Roy Contout (Caienna, 11 febbraio 1985) è un calciatore francese di origini guianesi, attaccante del Renaissance Berkane.

## Carriera

### Club
Ha giocato con Beauvais, Metz, Amiens, Auxerre e nel 2012 si è trasferito al Sochaux.

### Nazionale
È stato convocato dalla Guyana Francese per la Concacaf Gold Cup 2017, la prima per la nazionale. Nella prima partita, contro il Canada, segna il gol del momentaneo 1-3.

## Palmarès

### Club

#### Competizioni nazionali
- Ligue 2: 1

Metz: 2006-2007